# Zagórze (Sosnowiec)
Zagórze- um dos grandes bairros de Sosnowiec,Polónia completamente transformado com a construção de Huta Katowice (Siderurgia Katowice), o seu desenvolvimento chegou até Klimontów, o outro grande bairro de Sosnowiec. Nos anos 1967-1975 Zagórze era uma cidade independente do powiat de Będzin.Zagórze faz fronteira a Norte com a cidade de Dąbrowa Górnicza, a Leste com o bairro Kazimierz Górniczy e Porąbka, a Sul com o bairro Klimontów e Sielec e a Oeste com o bairro Środula. O nome do bairro vem do substantivo que significa «lugar atrás do monte» e data do século XIV.  
História

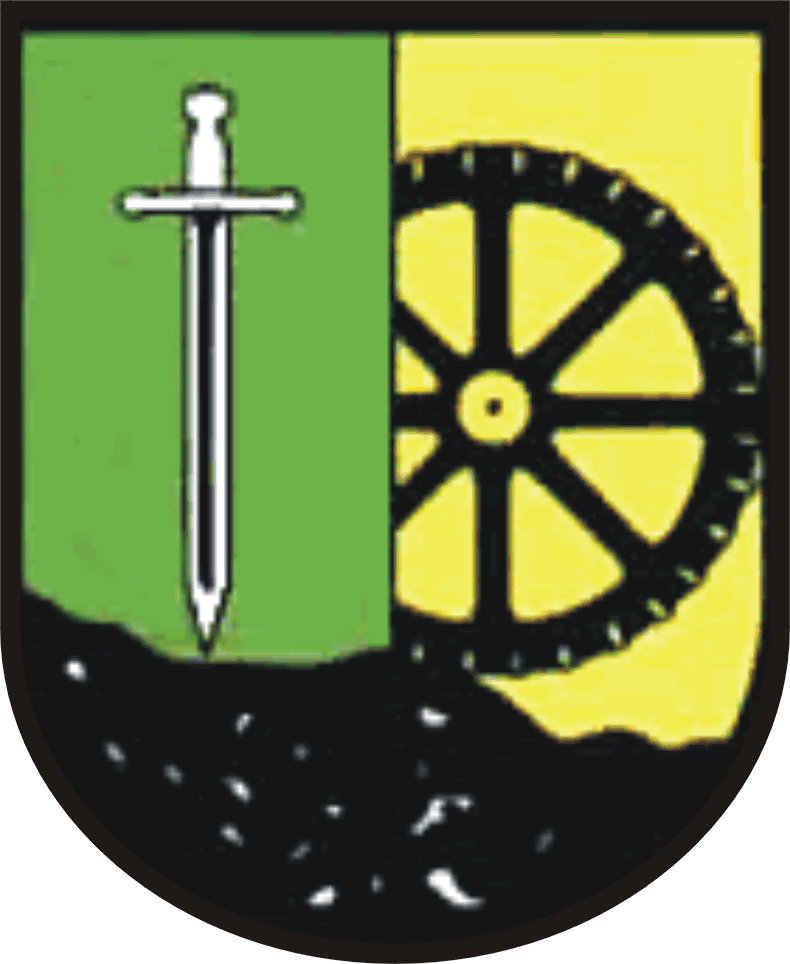
POL Zagórze (Sosnowiec) COA

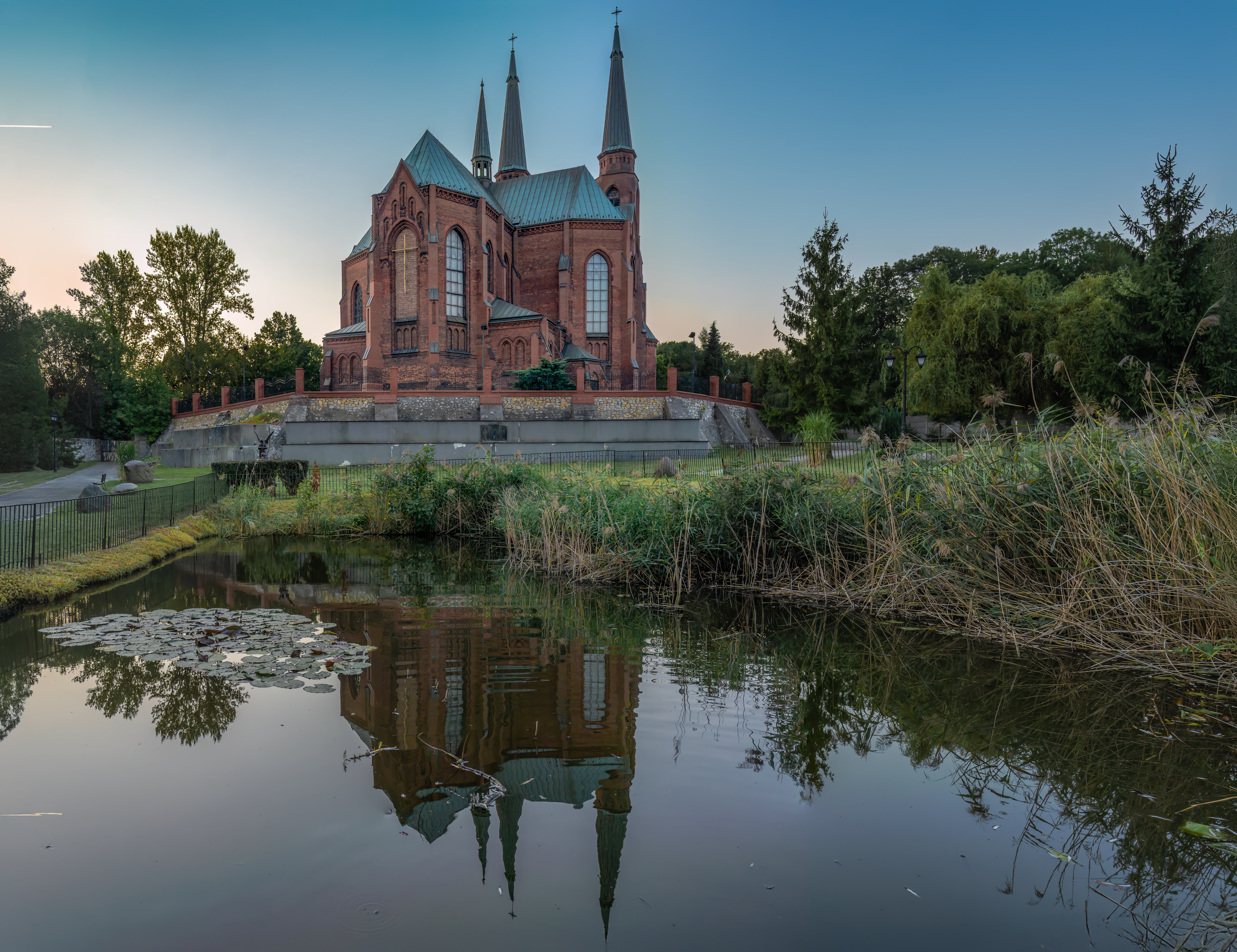
Igreja de São Joaquim

- Séculos: XII - XIII, a primeira referência da existência da aldeia Zagórze.
- Segunda metade do século XIV – os proprietários da aldeia Zagórze são os irmãos Mikołaj e Czader da família Gryfit.
- Século XV – o povoado é  propriedade de Jan Zagórski.
- 1666 – Zagórze passa para as mãos da família Miroszewski.
- 1869 – Zagórze torna-se na propriedade do capital francês que criou a Associação Das Minas e Da Siderurgia de Sosnowiec.
- 15 julho 1959 – o atentado falhado contra o secretário-geral do Partido Comunista da União Soviética, Nikita Khrushchov.
- 3 dezembro 1961 - o atentado falhado contra o secretário-geral do Partido Comunista da Pólonia, Władysław Gomułka.
- 1 janeiro 1967 – Zagórze obtem os privilégios de cidade.
- 1 junho 1975 – Zagórze perde os privilégios de cidade e junta com Sosnowiec.
- 14 junho 1999 – visita de Papa João Paulo II, organizada durante a VII visita do Papa à Polónia.
- 10 janeiro 2008 – abertura da Feira Internacional “Expo Silesia”.

Monumentos
- Solar da família Miroszewski, de 1777.
- Igreja de São Joaquim, construida entre 1848-1852
- Castelo motte and bailey  dos séculos XIV-XV, no lugar da sede dos cavaleiros, que pertencia à família Gryfit. O seu diâmetro mede mais ao menos 25 metros e a altura 7 metros. Supõe –se que o castelo foi construído em 1228, quando aqueles terrenos pertenciam a Klemens de Ruszcz. Na segunda metade do século XIV, os proprietários do castelo e da aldeia foram os irmãos Mikołaj e Czader, também da família Gryfit.